# Muravid
Muravid (horvátul: Donji Vidovec) falu és község Horvátországban Muraköz megyében.

## Fekvése
Csáktornyától 28 km-re, Perlaktól 13 km-re keletre a Dráva bal partján fekszik.

## Története
A régészeti leletek tanúsága szerint a község területén már tízezer éve élnek emberek. A falunak Mura és a Dráva közötti mocsaras ingoványból kiemelkedő területe mindig védelmet nyújtott az ellenséggel szemben.
A települést 1334-ben a zágrábi püspökség oklevelében a Mura és a Dráva közötti plébániák felsorolásában említik először, hogy Alsódomboru, Muraszentmária falvakkal, valamint Kotor és Légrád várakkal együtt a Szent Vid plébániához tartozik. I. Lajos király 1350-ben Muraközzel együtt Lackfi István erdélyi vajdának adományozta, aki 1351-től a horvát-szlavón-dalmát báni címet viselte. Miután a Lackfiak kegyvesztettek lettek az uradalmat 1397-ben a Kanizsaiak kapták meg, akik Zsigmond király hívei voltak, de már 1405-ben elvették tőlük.
1437 után a Cilleieké, majd a Cilleiek többi birtokával együtt Vitovec János horvát bán szerezte meg, de örökösei elveszítették. 1477-ben Hunyadi Mátyás Ernuszt János budai nagykereskedőnek és bankárnak adományozta, aki megkapta a horvát báni címet is. 1478-ban a települést Csáktornya tartozékai között "Zenthwyd" néven említik 1540-ben a csáktornyai Ernusztok kihalása után az uradalom rövid ideig a Keglevich családé, 1546-ban a későbbi szigetvári hős Zrínyi Miklósé lett.
A Zrínyiek 1691-ig voltak a település urai. Ezután a kincstáré lett. 1719-ben a király szolgálatai jutalmául elajándékozta Althan Mihály János cseh nemesnek. 1791-ben gróf Festetics György vásárolta meg és ezután 132 évig a tolnai Festeticsek birtoka volt.
A falu lakói ősidők óta foglalkoztak aranymosással. 1776-ban Mária Teréziától jogot kaptak arra, hogy a Dráván, a Murán és a Száván három méter szélességig aranyat mossanak. A mesterség hagyományai évszázadokig éltek a faluban, még 1939-ben is 240 regisztrált aranymosó működött itt 129 vizijárművel.
Vályi András szerint „Alsó, Felső Vidovecz. Két horvát faluk Szala Várm. földes Urok Gr. Álthán Uraság, lakosaik katolikusok, fekszenek Csáktornyához nem meszsze; határbéli földgyeik középszerűek, réttyek, legelőjök, ’s vagyonnyaik is meglehetősek.”
1910-ben 2301, túlnyomórészt horvát lakosa volt. 1920-ig Zala vármegye Perlaki járásának része.
Ezt követően a település a Szerb–Horvát–Szlovén Királysághoz, majd 1929-től Jugoszláviához tartozott. 1941 és 1944 között visszakerült Magyarországhoz, majd újra Jugoszlávia része lett. 1990-től a független Horvátországhoz tartozik. 2001-ben 1595 lakosának 99%-a horvát volt.

## Nevezetességei
- A falu közepén áll a Szent Vid tiszteletére szentelt barokk plébániatemplom,[5] amely egy épületkomplexumot képez a plébánia épületével. A templom középkori eredetű, pontos építési ideje nem ismert, de 1334-ben már állt. Mai formáját a 18. század végén nyerte el, amikor barokk stílusban építették át. Legértékesebb műtárgyai a Segítő Szűzanya képe, a mariazelli kegykép másolata, a Szent Vid és Szentháromság oltárképek, valamint két kehely a 17. és a 18. századból. A máriazelli kegykép azért is a legértékesebb tárgya a templomnak, mert azon Nagy Lajos király címere látható.
- A plébániát 1765-ben Hunyadi J. építette.
- Szent Flórián szobra 1792-ben készült.
- A Szentháromság-szobor 1794-ben készült, klasszicista vaskerítés övezi.